# Turi
Turi (Tùre, IPA: [ˈt̪uːrə] in dialetto turese) è un comune italiano di 12 936 abitanti della città metropolitana di Bari in Puglia. Sorge sull'altopiano della Murgia; importante centro cerasicolo, il suo prodotto d'eccellenza è la Ciliegia Ferrovia. L'odierna città di Turi fu edificata dagli antichi abitanti di Thuriae. 

## Geografia fisica

### Territorio

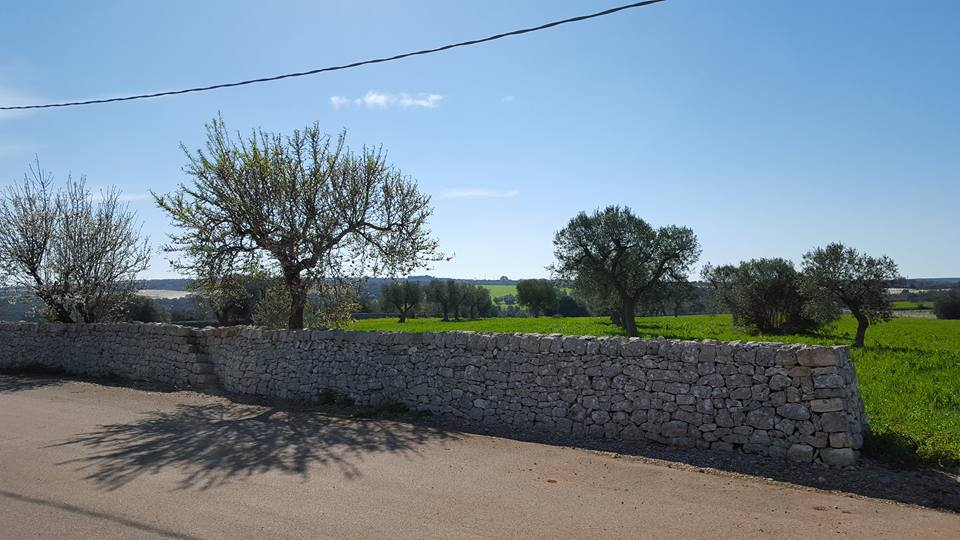
Tipica campagna turese

Il territorio è di natura carsica/calcarea e per questo ricco di doline, inghiottitoi, pozzi, grotte e un'ampia idrografia sotterranea da cui si alimentano numerosi pozzi. La parte settentrionale è prevalentemente pianeggiante, mentre la porzione restante (più dell'80% del territorio) si presenta collinare, con rilievi che superano i 300 m s.l.m. I più significativi sono Monte Ferraro (280 m), Monte Carbone (322 m) e Monte Zingaro (290 m). La casa comunale è posta a 251 m, mentre il punto più alto del centro cittadino è rappresentato dal palazzo marchesale, posto a 262 m.
Il centro abitato varia da un'altitudine minima di 230 m a una massima di 266 m. Proprio per questa caratteristica del territorio turese, è presente anche una lama, la lama Giotta, che ha origine presso la Via per Conversano. Questa, durante i giorni di pioggia, si riempie d'acqua che viene trasportata fino alla pianura sottostante, se è poca, oppure sino alla foce nel quartiere di Torre a Mare, se la quantità d'acqua è maggiore.
Nonostante la presenza di alcuni boschi (Bosco Musacco, Bosco di Procida e Bosco di Monte Ferraro), la gran parte del territorio - circa 65 km² - è utilizzata a fini agricoli.

### Clima
Turi è situata in area collinare distante qualche decina di km dalla costa adriatica. Il clima è di tipo sub-litoraneo, con inverni moderatamente freddi ed estati calde e asciutte. In inverno le nevicate sono deboli ma frequenti soprattutto a febbraio.
- Temperatura minima assoluta: −9,0 °C;
- Temperatura massima assoluta: 43,2 °C.

| Turi                  | Mesi        | Mesi        | Mesi        | Mesi        | Mesi        | Mesi        | Mesi        | Mesi        | Mesi        | Mesi        | Mesi        | Mesi        | Stagioni | Stagioni | Stagioni | Stagioni | Anno |
| Turi                  | Gen         | Feb         | Mar         | Apr         | Mag         | Giu         | Lug         | Ago         | Set         | Ott         | Nov         | Dic         | Inv      | Pri      | Est      | Aut      | Anno |
| --------------------- | ----------- | ----------- | ----------- | ----------- | ----------- | ----------- | ----------- | ----------- | ----------- | ----------- | ----------- | ----------- | -------- | -------- | -------- | -------- | ---- |
| T. max. media (°C)    | 10,0        | 11,0        | 13,0        | 17,0        | 22,0        | 26,0        | 30,0        | 29,0        | 25,0        | 20,0        | 15,0        | 11,0        | 10,7     | 17,3     | 28,3     | 20,0     | 19,1 |
| T. min. media (°C)    | 2,0         | 2,0         | 4,0         | 6,0         | 10,0        | 13,0        | 16,0        | 16,0        | 13,0        | 10,0        | 6,0         | 3,0         | 2,3      | 6,7      | 15,0     | 9,7      | 8,4  |
| T. max. assoluta (°C) | 17,0 (1979) | 20,0 (1990) | 23,0 (1977) | 26,0 (1985) | 34,0 (1994) | 41,4 (2007) | 43,2 (2007) | 39,0 (1994) | 34,0 (1988) | 25,0 (1979) | 21,8 (2000) | 19,0 (1989) | 20,0     | 34,0     | 43,2     | 34,0     | 43,2 |
| T. min. assoluta (°C) | −7,0 (1993) | −9,0 (1993) | −8,0 (1987) | −3,6 (2003) | 4,0 (1987)  | 6,0 (1986)  | 11,0 (1971) | 9,0 (1976)  | 5,0 (1979)  | 3,0 (1972)  | −1,0 (1977) | −6,0 (1986) | −9,0     | −8,0     | 6,0      | −1,0     | −9,0 |
| Giorni di pioggia     | 7           | 8           | 7           | 6           | 5           | 4           | 3           | 4           | 5           | 6           | 8           | 7           | 22       | 18       | 11       | 19       | 70   |

- Classificazione climatica di Turi:
  - Zona climatica D;
  - Gradi giorno 1687.

Secondo la classificazione dei climi di Köppen Turi appartiene alla fascia Csa ossia al clima temperati delle medie latitudini con stagione estiva calda (temperatura media assoluta del mese più caldo non inferiore ai 22º) e prevalentemente asciutta.

## Storia

### Preistoria
Considerando la morfologia del territorio attraversato da ben due lame, e considerati i ritrovamenti di un’industria litica, tipica del Paleolitico superiore nella grotta di S. Simone in una contrada conversanese limitrofa al bacino della lama Giotta, non deve essere difficile affermare che popolazioni paleolitiche di cacciatori e raccoglitori abbiano comunque frequentato e vissuto nel territorio turese.
Nel Neolitico la presenza è documentata in prossimità dell'attuale abitato, ma anche in località Frassineto dove si è individuato un doppio fossato a protezione di un'area di 5000 m² che avvalorerebbe l’esistenza di un villaggio di capanne trincerato entro cui sono stati ritrovati frammenti di ceramica d’impasto del neolitico.
Di grande importanza è uno dei pochi insediamenti eneolitici pugliesi dell’età del Rame, verso Rutigliano in località Lama Rossa in prossimità del “Lamone”, antico solco erosivo e naturale percorrenza tra la costa e la murgia. I materiali rinvenuti hanno riguardato ceramica d’impasto decorata a scaglie con cordoni o motivi impressi, e contenitori più piccoli con impasto più fine e motivi incisi.
All’età del bronzo antico vanno invece ricondotti i siti individuati in località Monte Ferraro, dai quali sono emersi importanti resti di primitive strutture abitative, a testimonianza dell’inizio di una diversa organizzazione insediativa con la formazione di villaggi in posizioni dominanti e naturalmente difese. Sempre dello stesso periodo sono i siti in delle Masserie Annunziatella e Ospedale in località Frassineto, e di Masseria Moretto in località Trisore.
Con l’età del ferro anche Turi vide l’arrivo di nuove genti giunte dall’Illiria verso la fine del XII sec. a.C. Ciò si afferma mediante ritrovamenti di ceramica iapigia (IX-VIII) a.C. destinata sia alla cottura e alla conservazione dei cibi, che alla conservazione di liquidi, e decorata con motivi geometrici classici del repertorio decorativo del periodo. Tra il VII-VI sec. a.C. i villaggi di capanne a seguito di una crescita demografica cominciarono ad evolversi in un grande abitato esteso su una superficie di circa 25 ettari tanto da costituire uno dei principali insediamenti della Peucezia, identificabile verosimilmente con la Thuriae citata da Tito Livio.
L’area abitata era suddivisa da cinte murarie che delimitavano le zone dell’abitato suddividendole, nell’aristocratica acropoli dove erano ubicati gli edifici pubblici e di culto, nell’abitato vero e proprio, dove risiedeva gran parte della popolazione, e dalle campagne destinate alle attività d’allevamento e agricoltura. In tutto le cinte murarie erano ben quattro.
Dell'abitato peuceta e delle relative necropoli sono giunte testimonianze strutturali di grande interesse, quali antiche abitazioni, visibili in via Castellana Grotte, ma anche alcuni importanti corredi tombali in oro, argento, ambra, custoditi nei Musei di Taranto, Conversano e Bari.
Nel Museo Archeologico di Bari vi sono due pregevoli crateri attici uno a figure nere, rinvenuto nel 1932 in via Fiume attribuito al “Pittore di Priamo”, l’altro a figure rosse attribuito al ceramografo Nikoxenos,  dal Beazlj  nel 1963. 
Si sono rinvenuti anche vasi corinzi, laconici e ionici provenienti da altre zone della Grecia, ma anche vasi prodotti dalle colonie della Magna Grecia con cui vi erano rapporti commerciali nonostante i conflitti tra le popolazioni indigene e quelle stanziatisi a Taranto e lungo la costa calabro-ionica. Nel territorio di Turi sono inoltre documentati altri piccoli insediamenti peuceti in località Trisore, presso masseria Moretto e a Frassineto, vicino alla Masseria Ospedale.

### Età romana
In età romana, l'abitato peuceta di Turi risulta abbandonato, resterà disabitato per circa un millennio. Il territorio di Turi ha, nonostante ciò, restituito alcune preziose testimonianze di età romana. Di particolare interesse è l'iscrizione sepolcrale della liberta Philona, scoperta alla fine del Settecento sulla via per Putignano. L'iscrizione relativa a una liberta degli imperatori flavi attesta la presenza a Turi di possedimenti imperiali. In località Trisore, sulla strada per Gioia del Colle, e in località San Giuseppe, sulla strada per Conversano, è documentata la presenza di due grandi ville rustiche abitate ininterrottamente dall'età repubblicana al tardoantico. Una fattoria di piccole dimensioni è, inoltre, attestata, in prossimità di Masseria Parco la Chiesa.

### Medioevo ed età moderna
Nel corso del Medioevo, in prossimità dell'antico abitato peuceta di Turi, fu costruita una chiesetta rupestre a doppia cupola, poi dedicata nel 1505 a San Rocco. L'impianto del nuovo abitato risale verosimilmente all'alto Medioevo, come attestano diversi reperti Bizantini rinvenuti nel corso dei lavori di restauro del Palazzo Marchesale. Sono reperti che anticipano di qualche secolo la costruzione del Castello normanno, fatto erigere, con molta probabilità, da Tommaso da Frassineto, primo signore di Turi.
Dell'antico Castello normanno, risalente al XII secolo, restano in piedi due torri e un paramento murario con due monofore. Il Castello, ampliato dai Moles nel corso del Cinquecento, è oggi inglobato nell'attuale Palazzo Marchesale fatto costruire nel corso Settecento dai Venusio, che lo trasformarono nel sontuoso palazzo riportato all'antico splendore, a seguito dei recenti restauri. 
Nel periodo pre-risorgimentale era attivo a Turi il gruppo carbonaro “La Nuova Sparta” di cui faceva parte il celebre patriota turese Francesco Curcio che nato a Turi il 23 dicembre 1822 parteciperà alla “Spedizione dei mille” e diventerà parlamentare.

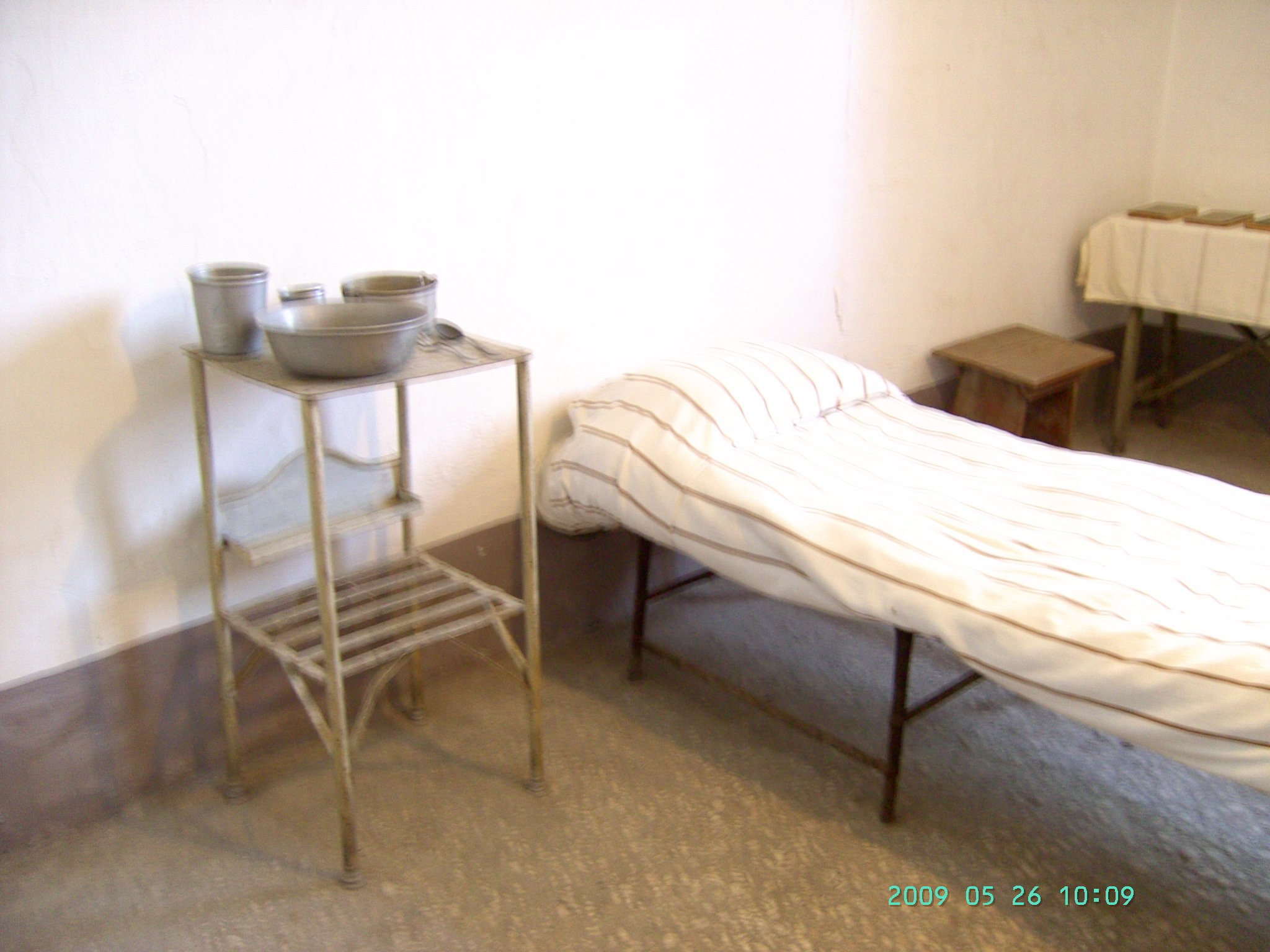
Cella di Antonio Gramsci

### Età contemporanea
Turi è nota anche per essere stata luogo di reclusione, nel carcere cittadino, di tre personalità illustri dell'antifascismo: dal 1928 al 1933 Antonio Gramsci, che vi scrisse i Quaderni del carcere e le Lettere dal carcere, dal 1930 al 1932 Sandro Pertini e nel 1926 il deputato comunista siciliano Francesco Lo Sardo.
Il 14 aprile del 1952 con matricola 0671 venne incarcerato a Turi all'epoca ventiduenne, il futuro boss dei corleonesi Totò Riina che ivi frequentò la terza elementare della scuola carceraria di Turi – Circolo Didattico di Casamassima – emergendo come studente modello e conseguendo la promozione alla successiva classe di istruzione. Molti anni dopo, nel 1993 dal carcere evase il boss della Sacra corona unita Francesco Leone.

### Simboli

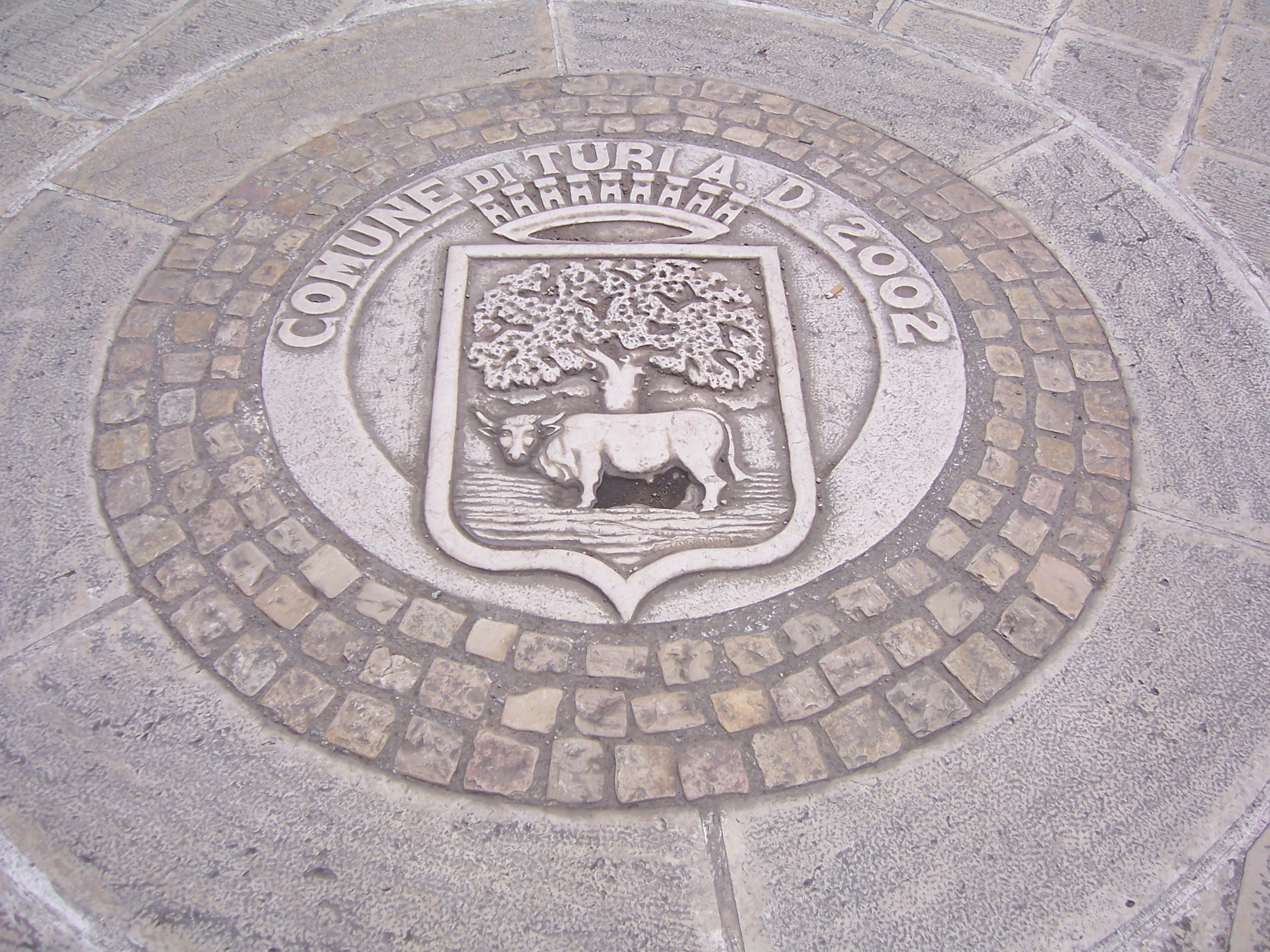
Bassorilievo su chianca dello stemma sito in piazza Silvio Orlandi

«D'azzurro, terrazzato di verde, alla quercia naturale col bove nero passante davanti». Esso è diventato lo stemma di Turi, perché la leggenda racconta che i superstiti provenienti dall'importante città peuceta di Thuriae videro nei pressi di largo Pozzi un bove sotto una quercia, dove decisero di fondare il loro nuovo villaggio. Venne riconosciuto con il decreto del capo del governo del 4 ottobre 1934. Lo stemma risalente al 1581 è lo stesso, ma in luogo dell'attuale corona torrellata dei comuni della Repubblica Italiana, reca la corona marchionale dei marchesi Moles. Inoltre il motto dello stemma era «Ex tauro civium fertilitas», ossia «Dal toro la fertilità dei cittadini».
Il gonfalone, concesso con regio decreto del 23 agosto 1934, è un drappo di azzurro.

## Monumenti e luoghi d'interesse

### Architetture religiose

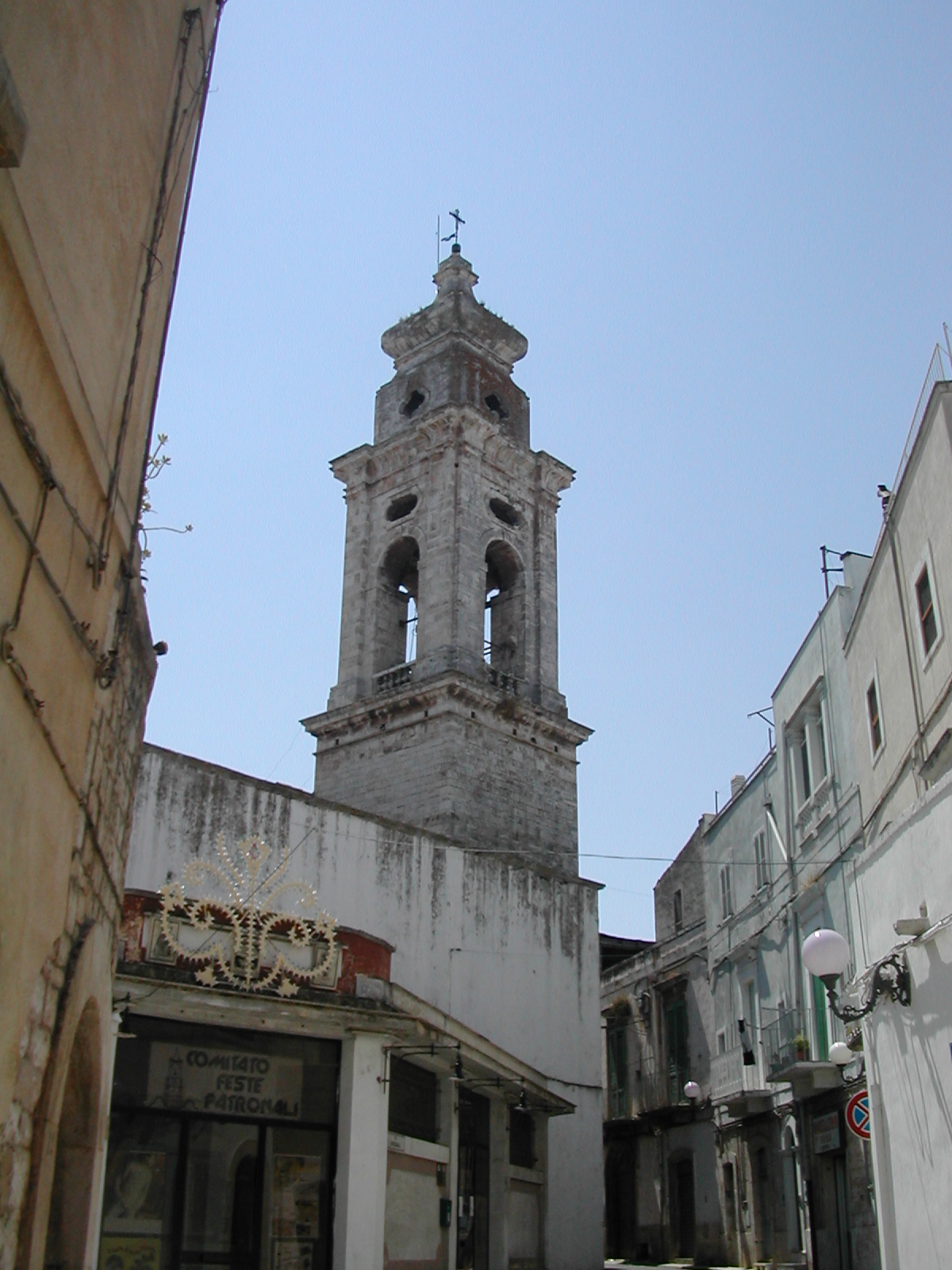
Il campanile

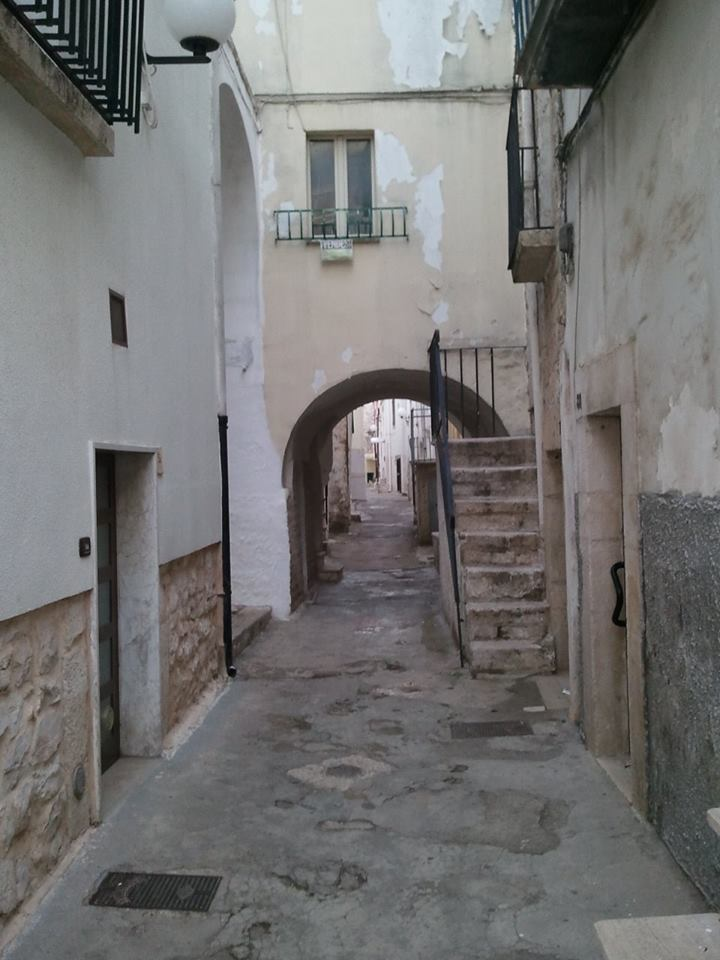
Arco nel centro storico.

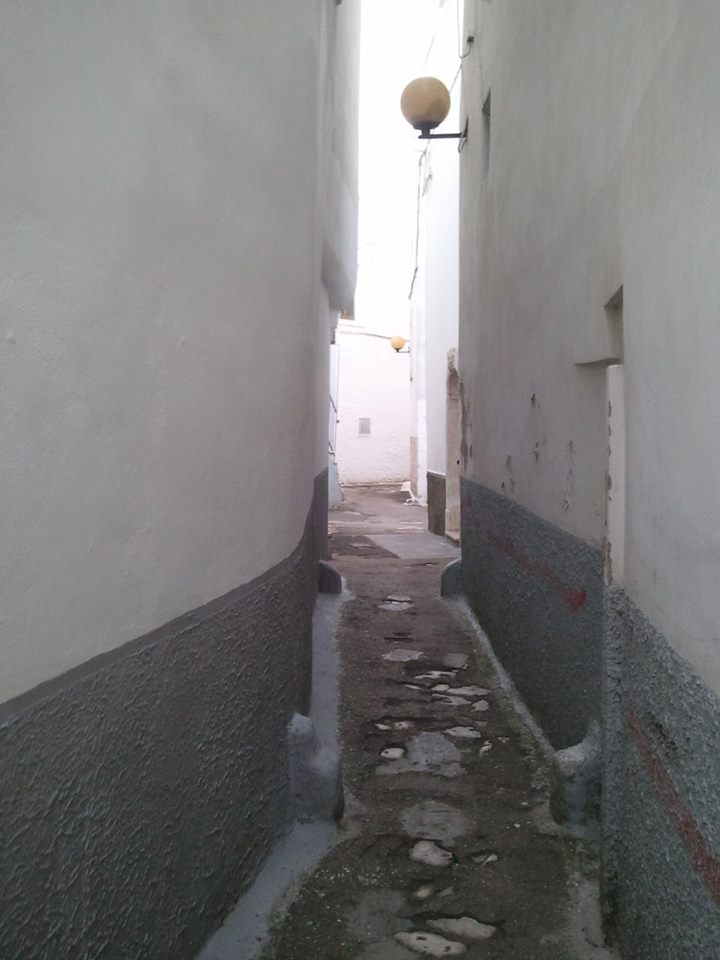
Stradina nel centro storico.

- Chiesa Santa Maria Assunta (Chiesa Madre), risale quasi certamente al XII secolo. Alcuni documenti attestano che nel 1407 era collegiata. Ha facciata neoclassica, in cui quattro paraste doriche sostengono una trabeazione. La chiesa, a tre navate con presbiterio rialzato e maestoso altare maggiore, subì una profonda trasformazione nei primi decenni del Settecento, con l'aggiunta delle cappelle laterali. Tuttavia, una cappella ha mantenuto un prospetto tardo rinascimentale e conserva al suo interno un altare dedicato alla Madonna, nelle cui nicchie sono posizionate le figure plastiche della Vergine con il Bambino, al centro, dell'Eterno Padre, in alto, e dei Santi Cosma e Damiano, ai lati, tutte in pietra policromata. La semplicità dell'esterno contrasta con la ricchezza di decorazioni dell'interno, che conserva manufatti lignei come il pulpito e la cantoria con l'organo, e opere di rilevante importanza artistica, quali le sculture dedicate alla Madonna di Terra Rossa ed alla Trinità dell'artista rinascimentale Stefano da Putignano (XVI secolo), e le pregevoli tele della Cena di Emmaus di Giuseppe De Mattia e della tela dell'Assunta sull'altare maggiore, opera di Alessio D'Elia (1755), oltre a tele di Nicola De Filippis e Nicola Gliri. Nella cappella dell'Immacolata, inserita nell'altare settecentesco, è una pregevole statua lignea di san Giacomo Apostolo dello scultore napoletano Aniello Stellato, commissionata nel 1640 dal musicista Giovanni Maria Sabino. Il fonte battesimale, di epoca rinascimentale, è costituito da una vasca circolare collocata su di un toro stiloforo di età basso medievale da riferire verosimilmente alla chiesa più antica. Il campanile risale al 1731 ed è opera dell'architetto molfettese Pietro Magarelli. Negli anni 2005-2008 la Chiesa venne parzialmente restaurata su progetto dell'architetto turese Giuseppe Giannini, in quella circostanza ha ritrovato l'epigrafe posta sul fianco del campanile che volge alla Piazza Silvio Orlandi, all'altezza dell'apertura quadrilobata, la prova dell'avvenuta costruzione del Campanile nel 1731.
- Chiesa di San Rocco (o dell'Annunziata) detta la "Cappellina", ha forme proto-romaniche (XI-XII secolo), con influenza bizantina. Sconosciuta è la sua originaria dedicazione, ma qualche studioso locale ha avanzato l’ipotesi che fosse dedicata all’Addolorata, ipotesi giustificabile dall’intitolazione della Confraternita custode del tempio dal 1781 al 1880 detta “dei sette dolori”. È uno dei migliori esempi di chiesa a due cupole in asse tuttora esistenti. La copertura si presenta composta da due piramidi a base quadrangolare rivestite in chiancarelle e che rimandano all’idea del trullo, e poggianti su due tamburi. Il piccolo edificio di culto, al pari con il palazzo marchionale “Venusio”, già castello in epoca normanna, rappresenta il più antico monumento della storia della città di Turi. Ha una sola navata rettangolare che consta di due ambienti, ciascuno coperto da una cupoletta semisferica. La Chiesa è realizzata in conci regolari di pietra e l'unica decorazione di questo edificio compatto è una serie di denti di sega posti su due file. La porta originaria ha un architrave litica con un'epigrafe. Tra il XII e il XIII secolo si arricchì di un piccolo campanile a vela, cuspidato, tuttora esistente e nel tardo Rinascimento subì trasformazioni tra cui lo spostamento dell'ingresso sul lato corto opposto a quello originario. Nel 1505, come indica la grande iscrizione lapidea incisa sull’architrave dell’ingresso posteriore, l’edificio viene dedicato a San Rocco, santo taumaturgo di origine francese. Tra il 2007 e il 2008, su progetto e direzione dell'architetto turese Pietro Antonio Logrillo la chiesa di San Rocco è stata oggetto di un importante intervento di restauro, lavori che hanno previsto anche la realizzazione della circostante piazza, oggi dedicata alla SS. Annunziata.
- Convento e Chiesa di Santa Chiara, La costruzione del complesso inizia nel 1623, così come testimonia la lapide commemorativa sul portale di ingresso della Chiesa S. Chiara, e termina nel 1631, in base a quanto si legge in una lettera del 14 marzo 1658. Fu costruita per volere e lascito dei fratelli Vittore ed Elia De Vittore. La chiesa si presenta come un ambiente rettangolare. Le cappelle laterali, affiancate, sono segnate da paraste con capitelli e trabeazione, alla cui altezza corrisponde il piedritto degli archi del matroneo. Sull'ultima parasta di sinistra c'è una grande corona in legno dorato. La volta è a botte lunettata. Sull'altare maggiore un'imponente tela di Carlo Amalfi del 1771 raffigurante la morte della santa titolare mentre sul soffitto una tela che raffigura Santa Chiara che scaccia i Saraceni da Assisi del pittore Fedele Fischetti. È adiacente a una struttura monasteriale il cui primo nucleo, risalente agli ultimi del XVI secolo, occupava le case adiacenti all'attuale chiesa. Con bolla pontificia di Urbano VIII, del luglio 1633, il monastero fu eretto a clausura. Con l'incremento del numero delle suore, il primitivo cenobio si ampliò, accorpò altre case e nel 1623, raggiunse l'attuale fisionomia, fino a diventare il più ricco ente del paese (1751). All'interno della Chiesa sono presenti le caratteristiche griglie di legno bombate e dorate, dette gelosie, che venivano utilizzate dalle suore clarisse dell'annesso monastero per assistere alle funzioni religiose senza essere viste. Con bolla pontificia di Urbano VIII, luglio 1623, il monastero fu eretto a clausura. Con l'Unità d'Italia furono soppresse le comunità monastiche Turesi, e furono incamerati dal demanio. Il Monastero, evacuato nel 1891, resta Demaniale e viene ristrutturato e destinato a edificio scolastico con due ingressi distinti: uno in via Sedile e l’altro in via S Chiara. Alcuni interventi di risanamento e protezione dall'umidità, eseguiti fra il 2010 e il 2012, su progetto dell'architetto turese Giuseppe Giannini e non ancora ultimati, hanno permesso di risalire a quella che poteva essere l'antica facies della chiesa. Sono stati ritrovati sotto la coltre di intonaco e vari riempimenti in scapoli di tufo e laterizi alcune partiture architettoniche (basi, pilastri e capitelli) sagomate a modanature neoclassiche. Alcune di queste sono state conservate al fine di tracciare il solco a future ricerche. Notevole per la ricostruzione storico-documentaria dell'edificio religioso ancora in corso, è il ritrovamento dell'antico piano di calpestio. Al di sotto dell'attuale pavimento in stile napoletano ma eseguito negli anni '50, è stato rinvenuto un piano regolare, apparentemente in cocciopesto o battuto di terreno. ben più importanti sono stati i risultati ottenuti dai recenti lavori di restauro, eseguiti tra il 2013 e il 2015, progettati e diretti dall'architetto Pietro Antonio Logrillo, che hanno interessato oltre al seicentesco chiostro anche alcuni degli ambienti originari del monastero. Tra i tanti ritrovamenti ottenuti durante i lavori di restauro, di notevole interesse per la ricostruzione storica del manufatto, sono il ritrovamento, da parte del giovane architetto, dell'originario "forno" delle monache, il rinvenimento di un vecchio basolato, al di sotto della quale è stata scoperta una cisterna idrica, e la "ruota" di cui si parla in una descrizione dell'edificio del 1752. Tutti questi elementi sono oggi visibili.
- Chiesa e convento di San Giovanni Battista, Le origini dell'insediamento francescano a Turi risalgono ad un'antica cappella dedicata a S. Giovanni Battista, dove la leggenda vuole che Dio per mezzo del Santo operasse diversi miracoli. Sfortunatamente mancano tutti i dati relativi alla sua fondazione, alla planimetria e allo stile, ma si può ritenere che le dimensioni non dovevano essere ridotte, poiché il popolo nutriva grande devozione per il Santo Titolare. La costruzione del convento la si deve alla volontà della famiglia Moles che, dal suo insediamento a Turi (1545) cercò di introdurre i frati francescani. Nel 1574 Francesco Moles, primo barone di quella casata, decide di fondare il convento ed inoltra a papa Gregorio XIII una petizione, ma non potrà portare a compimento il suo volere, perché nel frattempo sarà colto da morte. L'opera sarà iniziata dopo il 18 gennaio 1575, quando Gabriele e Giulio, rispettivamente fratello e figlio di Francesco I riceveranno l'autorizzazione da parte di Gregorio XIII. La chiesa si presenta a navata unica, cappelle sul lato destro ed altari sul lato sinistro. L'interno custodisce un crocifisso, di Fra' Angelo da Pietrafitta,[17] due tele di Donato Paolo Conversi (San Francesco che riceve le stimmate e la Madonna del Carmine, 1722) ed opere di Gaspare de Populo (pala dell'Altare maggiore, 1618), Alonso de Corduba (quadro della Madonna del Rosario, 1595) e fra' Antonio da Conversano (tela dell'Immacolata, XVII secolo). Inoltre vi è un organo positivo costruito da un organaro anonimo nel 1736.[18] L'annesso convento, all'esterno, appare come un grande contenitore rettangolare con le pareti lisce e prive di ogni tipo di ornamento, intervallate solamente dalle seriali bucature dalle quali si distaccano più grandi quelle dei corridoi del primo piano; accanto spicca la facciata lapidea della chiesa, realizzata durante l'ultimo ampliamento operato dai Padri della Serafica Riforma. In seguito alla soppressione degli ordini religiosi, la chiesa divenne prima rettoria, e poi parrocchia (1954) mentre l'annesso convento venne trasformato prima in asilo e quindi in ospedale e ospizio. Tra il 2008 e il 2010, su progetto e direzione dell'architetto turese Pietro Antonio Logrillo è stata restaurata buona parte del chiostro cinquecentesco, tornando nelle disponibilità municipali e parrocchiali. A ridosso della Chiesa vi è la Torre dell'Orologio, vero e proprio simbolo dello sviluppo urbano ottocentesco di Turi, è tra le più belle della Terra di Bari. Fu costruita nel 1892 da Giuseppe Schettini su progetto dell'architetto conversanese Sante Simone.
- Chiesa della Madonna delle Grazie, piccola Cappella intitolata alla madonna della Grazia è l’unico esempio di edificio di culto di tali ridotte dimensioni che sia presente nel centro storico di Turi, unico superstite tra le tante piccole chiese che furono invece demolite (si ricordano quelle di Santa Caterina, Sant’Antonio Abate, San Giuseppe, San Vito, San Nicola e San Pietro). La Cappella, la cui costruzione risale al XVIII secolo, si trova in posizione angusta a segnare un angolo dell’omonima via della Madonna della Grazia. Il profilo arcuato dell’ingresso è solcato da pietre a vista, che richiamano la composizione del piccolo e delicato campanile a vela. L’aula, coperta da volta a botte, è quasi interamente occupata dall’altare, su cui si conserva una raffigurazione della Vergine. Ogni anno, l’8 settembre, intorno alla cappella si raduna tutto il paese, per festeggiare, nella suggestione del borgo antico, la Natività di Maria.
- Chiesa di San Domenico, fu costruita nel 1644. Si presenta ad aula con cappelle laterali, nel fastoso interno si può ammirare il maestoso altare che raggiunge la volta. Sullo sfondo, si nota la tela che rappresenta San Domenico in adorazione della Vergine con colonne laterali. Ai lati, preziosi armadi pensili custodiscono le reliquie. Le pareti ai lati dell'altare hanno dei pannelli ovali dipinti nel 1751 e firmati da Conversi e cornici ricche di decorazioni in stucco. Al margine dello spazio presbiteriale c'è una grande corona pensile. Il pulpito, in legno intagliato, è policromo e dorato mentre la cantoria presenta un organo di Giuseppe Rubino. Una grande tela sul terzo altare, raffigurante L'apparizione della Vergine a San Leonardo, è stata attribuita da alcuni ad Angelo Solimena (XVIII secolo) da altri a Ciro Ferri. Di altissimo valore artistico sono le statue, di San Rocco rivestita d'argento, San Giuseppe Calasanzio e l'Addolorata. Era la chiesa del collegio dei Padri Scolopi che, nel XVIII secolo, s'impegnarono per debellare l'analfabetismo. È qui che nel 1733 cominciò a insegnare San Pompilio Maria Pirrotti. Il collegio oggi è la sede del Municipio del Paese.
- Chiesa di Sant'Oronzo detta Cappellone[19], fuori dal centro abitato, sulla strada che conduce a Rutigliano, si incontra la Chiesa di Sant'Oronzo sulla Grotta. Nel 1727 fu costruita, all'ingresso della grotta di Sant'Oronzo, in cui esiste ancora un altare, una cappella, detta del Lucernario. Successivamente, sempre nel XVIII secolo, fu edificata una chiesa che fu restaurata nel 1925, e attualmente nel 2000. Imponente edificio religioso a croce greca sorto per volere della cittadinanza sulla grotta dove la tradizione vuole che il santo leccese si fosse rifugiato per sfuggire alle persecuzioni. All'interno tre altari con tele raffiguranti Sant'Oronzo, copia del quadro del Coppola presente nel Duomo di Lecce, San Pietro d'Alcantara e Santa Teresa d'Avila di Donato Paolo Conversi e la Vergine con San Bernardino da Siena (o San Giovanni da Capestrano) e un Santo Vescovo di ignoto pittore locale. Un maestoso scalone conduce alla grotta sottostante, luogo solenne e suggestivo, particolarmente venerato dalla comunità locale. Prezioso il pavimento maiolicato posto davanti all'altare del Santo con 234 mattonelle di Laterza. Agli inizi del 2014, sotto la direzione del giovane architetto Pietro Antonio Logrillo, si è provveduto al restauro dei portoni lignei.
- edicola votiva del Crocifisso, originariamente ruotata di novanta gradi rispetto alla posizione attuale, è strutturata a tempietto, a sesto acuto con pilastri laterali, sormontato da lanternini ciechi alla sommità, è di gusto neogotico ottocentesco. Chiusa da una vetrata, a cui è anteposto preceduto da un cancelletto tipico in ferro battuto. All'interno vi è posta una croce in pietra. Venne restaurata negli anni Ottanta del secolo scorso dal restauratore rutiglianese Lorenzo Gassi su progetto dell'architetto turese Giuseppe Giannini. A loro si devono, oltre quelli già descritti, gli interventi di protezione con muretto a secco, delle tegole marsigliesi soprastanti.
- Grotta di Sant'Oronzo: (il pavimento in maiolica laertina), la grotta di Sant'Oronzo di Turi custodisce una rara testimonianza di un pavimento in maiolica del Settecento conservato pressoché integro. Un pregevole pavimento, messo in opera tra il 1727 ed il 1728 in concomitanza alla costruzione, per volontà della comunità turese, del santuario di Sant'Oronzo, patrono di Turi, che sovrasta l'ipogeo. Il pavimento è costituito da 238 mattonelle che compongono un fantasioso e variegato repertorio ornamentale con decorazioni policrome a foggia di rosone, di festoni e di immagini figurate. L'apparato figurativo, composto da personaggi maschili e femminili, da paesaggi campestri e vedute marine, da motivi vegetali (alberi e fiori) ed animali (quadrupedi e volatili) e da uno stemma araldico, si può attribuire ad una bottega di Laterza, centro produttivo di ceramica tra i più fiorenti nel panorama delle manifatture pugliesi tra il Seicento ed il Settecento. Il linguaggio simbolico dell'apparato iconografico presente sulle mattonelle di Turi è di tipo profano, marginale appare la simbologia cristiana contenuta nella rappresentazione di alcune chiese con campanili che si slanciano nella serie delle mattonelle con paesaggi, o delle due imbarcazioni con alberi sormontati da croci o ancora alla figura di un pellegrino. Di non facile lettura è l'allegoria dei personaggi raffigurati, se da un lato la donna con volatile può rappresentare la lussuria e quella con fiore in bocca la purezza e forse a omaggi amorosi sono da riferire i fiori posseduti da altre figure femminili, non è chiaro invece il significato del bordone da pellegrino sormontato da punta di lancia o del fischietto retrattile nella bocca di figure maschili. Più comprensibile appare il significato simbolico della serie dei quadrupedi che passa dall'immagine della forza e del potere raffigurata del leone e dai cavalli, a quella della fedeltà e dell'astuzia impersonata dai cani e dalle volpi, fino al gatto che potrebbe risultare l'allegoria della libertà, mentre alla lussuria rimanda, molto probabilmente, la rappresentazione di lepri e conigli e forse del gallo e alla fedeltà coniugale rinviano invece le figure delle colombe. Il pavimento di Turi è stato attribuito dall'archeologo Donato Labate - in mancanza di precisi riscontri documentali con altre opere firmate - al “Maestro della Grotta di Turi”. A questo maestro è possibile riferire per analogie stilistiche che presentano con la decorazione del pavimento turese, sia le “riggiole” della sacrestia del Santuario di Mater Domini di Laterza, sia un “alberello” della collezione Curci di Bari, sia infine le mattonelle della cripta della cattedrale di Acquaviva delle Fonti. Il pavimento in maiolica della Grotta di Turi, per il suo stato di conservazione e per il ricco e variegato repertorio ornamentale e figurativo rappresentato, è da ritenersi il più significativo catalogo decorativo della ceramica di Laterza della prima metà del Settecento. Il pavimento, per l'importanza che riveste nel panorama della storia delle ceramica pugliese merita di essere adeguatamente valorizzato, promuovendone la conoscenza e la fruizione.
- Carro Trionfale di Sant'Oronzo, è uno degli elementi che caratterizzano la storia e la cultura della città di Turi. Il carro di Sant’Oronzo, muovendosi dal piazzale antistante la chiesa Omonima, situata nei pressi del Cimitero comunale viene portato in processione nella serata del 26 agosto fino alla piazza principale del paese, dove viene accolto da un'enorme folla festante. Se sconosciute sono le origini della sua costruzione, si sa che la prima versione del carro risale al 1851, quando il carpentiere Giovanni Leogrande lo realizzò a Casamassima. Con il passare degli anni, e la mancanza di un opportuno ricovero, le strutture del carro si infracidarono e pertanto si pensò di rifarlo. Per merito del sig. Giorgiolé nel 1912, a Bari, per una spesa totale di circa 1.000 lire, fu realizzato un nuovo carro. Nel 1946, subito la fine del secondo conflitto mondiale, si pensò di ricostruire il carro per la terza volta, incaricando per la sua progettazione l’architetto turese Francesco Schettini, mentre la sua realizzazione fu affidata all’impresa del sig. Francesco Napoletano. Qualche decennio più tardi (1971) il sindaco prof. Matteo Pugliese incaricò nuovamente l’arch. Schettini di ripensare un nuovo carro, più alto del precedente. L’architetto Schettini progettò la nuova macchina con un’altezza di circa 14,50 metri (4 metri più alta della precedente versione) e lunga circa 8 metri (70 cm più lunga), con una stazza totale (a pieno carico) di circa 60 quintali, pari al doppio della precedente. L'architetto ridisegna completamente le strutture e progetta un apposito congegno meccanico in modo tale da agevolare la graduale salita/discesa del busto del Santo, fino ad allora calato e issato manualmente per mezzo di corde. Questa volta la realizzazione della parte lignea viene affidata alla ditta dei F.lli Albano, ebanisti di Turi. Fino agli anni Ottanta, il carro, durante la sua inoperosità veniva completamente smontato e riposto nella chiesa di Sant’Oronzo. Successivamente si pensò a costruire un alloggio che ne garantisse il suo ricovero, senza dover annualmente smontarlo e successivamente rimontarlo. Il primo ricovero fu realizzato in un’area a sinistra del piazzale antistante la chiesa di sant’Oronzo, dove attualmente è presente l’ultimo ampliamento del cimitero comunale. Successivamente, l'Amministrazione Comunale dovendo provvedere al predetto ampliamento cimiteriale, decise per l’abbattimento del ricovero e di ricostruirlo nella posizione dove è attualmente. Agli inizi del 2014, al fine di preservare dalle intemperie il carro, su progetto dell'architetto turese Pietro Antonio Logrillo, si è provveduto alla realizzazione della sua chiusura per mezzo di un telo, sul quale è stampata una gigantografia del carro trionfale.

### Architetture civili

#### Centro Storico

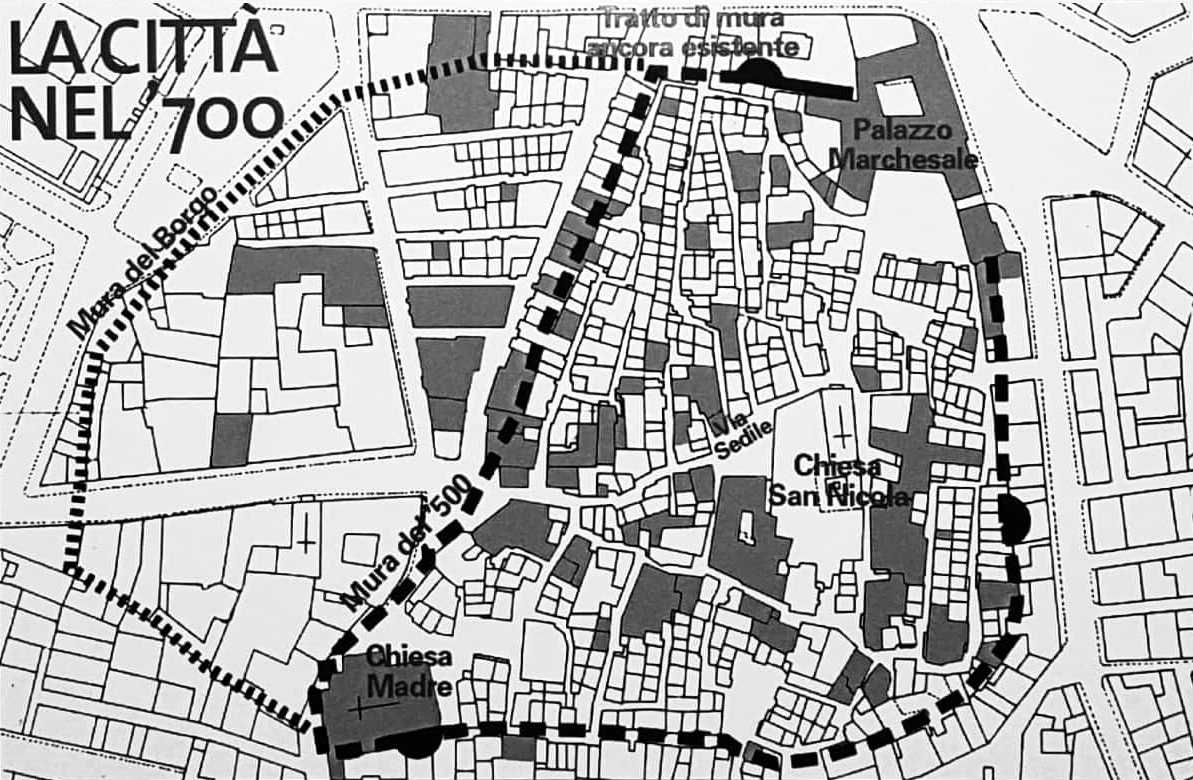
Cartina del borgo antico di Turi, confrontato con l'estensione del paese nel 1700

Borgo Antico, quartiere situato nella parte centrale del paese, che corrisponde alla parte più alta del centro abitato. Di antiche origini, esisteva già dal XVI sec. Qui possiamo trovare il palazzo marchesale, all'inizio castello dei Moles e poi palazzo dei Venusio, a quasi 300 m s.l.m. Il paese vecchio è un caratteristico centro storico che conserva l'aspetto tipico dei piccoli centri mediterranei: le case piccole e raccolte, i muri bianchi di calce, le viuzze strette e lastricate, i caratteristici "sottani" e le edicole votive dedicate a vari santi, ma soprattutto a Sant'Oronzo o alla Madonna, la cappellina di San Rocco, più lontana dal Borgo Antico e la Chiesa Madre o Matrice, la più grande (a tre navate) risalente al XII secolo.

#### Palazzo Marchesale

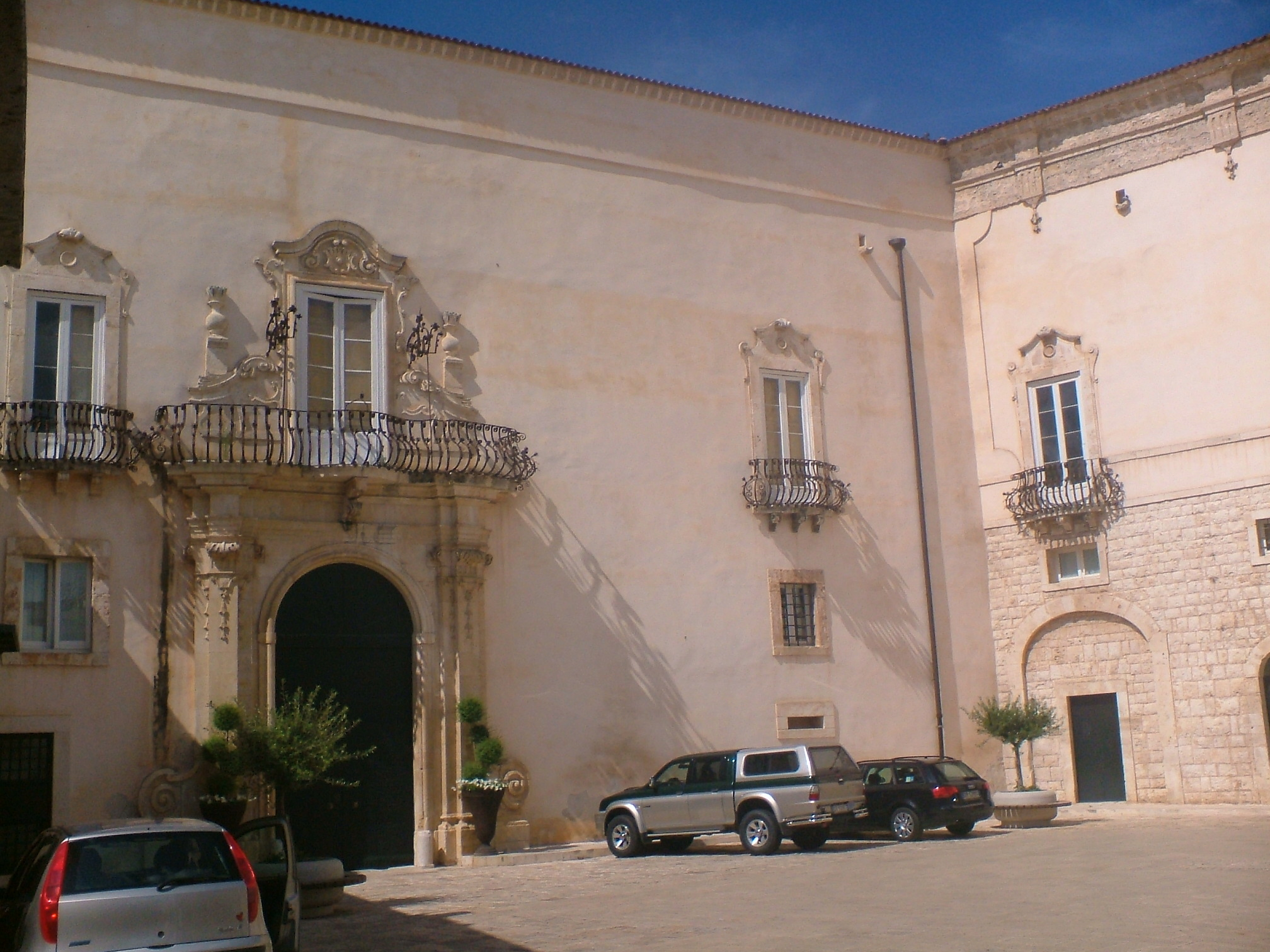
Palazzo Marchesale di Turi, Veduta dalla piazza interna

Presenta alcuni elementi di architettura normanna, risalenti ai tempi di Goffredo, nipote di Roberto il Guiscardo. È stato sicuramente un castello medievale per la sua posizione al margine dell'abitato, e per il grande fornice d'accesso alla piazza interna ed è situato a più di Template:270. sul livello del mare. Durante i lavori di ristrutturazione, i nobili spagnoli Francesco e Beatrice Moles trasformarono nel XVI sec. la corte interna in piazza. L'attuale struttura presenta tutti gli elementi che caratterizzavano le costruzioni settecentesche. Il palazzo ed i corpi feudali di Turi, consistenti in circa duemila ettari di terra nel 1741 furono venduti dai Moles al Barone Ottavio Venusio di Matera che in seguito fu elevato al titolo di Marchese da Ferdinando IV di Borbone. Ha due corpi laterali, appena accennati, e un'altra zona basamentale in blocchi di pietra. Il piano nobile presenta ampie finestre aperte su balconi di stile barocco corredati da ringhiere bombate in ferro battuto. Il maestoso portale di gusto napoletano presenta lateralmente delle lesene ruotate in fuori e presentava, fino a qualche anno addietro, sulla trabeazione uno stemma lapideo araldico dei Marchesi Venusio in fregio. Al cortile interno, di notevole decoro, si accede da un grande androne.

#### Palazzo Municipale

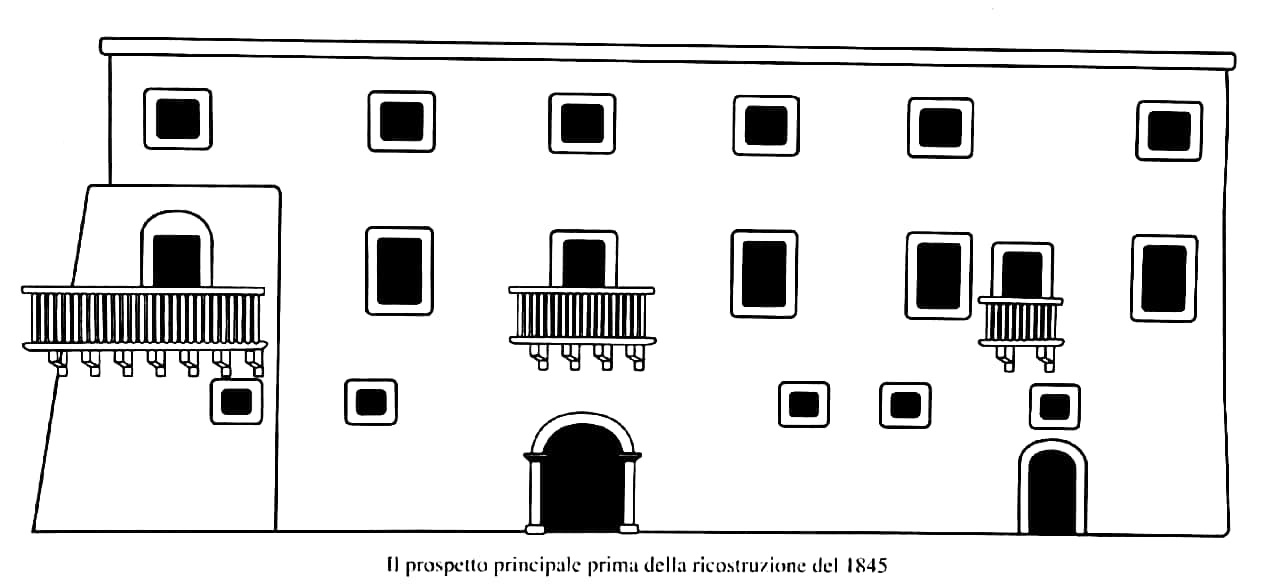
Il prospetto principale prima della ricostruzione del 1845

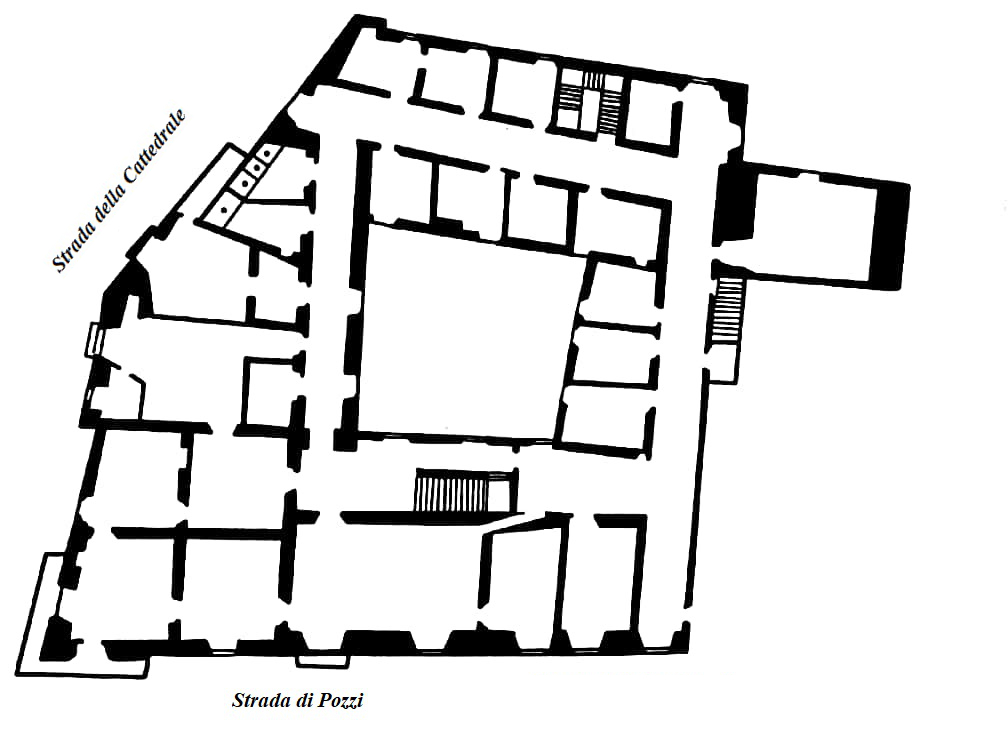
Pianta del piano nobile

Il Palazzo Municipale nacque come sede del Collegio dei Padri Scolopi che vi si stabilirono nel 1645 grazie al lascito testamentario del benefattore notar Santo Cavallo; nel Palazzo furono ospitate anche le Scuole Pie, che impartirono l’istruzione gratuita a tanti turesi fino al 1809, anno della soppressione. Tra gli insegnanti, oltre a illustri personaggi dell’Ordine, si deve ricordare San Pompilio Maria Pirrotti. La Casa scolopica di Turi, inoltre, ebbe un ruolo di rilievo come sede del Padre Provinciale. Dopo i lavori di restauro, che ebbero inizio nel 1845 su progetto dell’arch. Domenico Morea, il palazzo, dotato di una nuova facciata (quella attuale), venne adibito a sede comunale. Un prezioso elaborato grafico datato 5 agosto 1825, Pianto e Prospetto del Monistero delle Scuole Pie sito nel comune di Turi, ritrae l’edificio prima della trasformazione nella facies attuale. Esso era composto da due livelli principali e da un ammezzato, con accesso dalla Strada di Pozzi e volgeva l’angolo alla Strada della Cattedrale. Al piano terra, oltre a due locali accessibili dall’androne e al refettorio, erano situati prevalentemente i locali di servizio e le officine; al primo piano le aule per la didattica e le stanze per i laici e i sacerdoti. L’edificio era interamente coperto con volte a botte, mentre il piano dei magazzini (i locali sottotetto) erano coperti con tettoie in legno. Dal documento del 1825 risulta che a quel tempo l’edificio versava in pessimo stato, sia per i tetti che per i pavimenti, motivo per cui si rese necessaria la radicale trasformazione ad opera dell’architetto Morea. In origine il piano nobile del palazzo era contraddistinto da una balconata e da loggia ad angolo, entrambe sostenuti da eleganti mensole simili a quelle di alcuni palazzi di Piazza Silvio Orlandi. Il complesso delle Scuole Pier, infine, cinto da giardini e da cortili nella parte sud, era dotato al piano terra di locali destinati ad attività che ne garantivano il sostentamento autonomo, in alcuni casi a disposizione anche della cittadinanza, quali il frantoio, la beccheria, i caciolari e le stalle.

#### Torre dell'orologio
Originariamente si era pensato di sistemare l'orologio in una torretta sulla facciata del Municipio, ma poi, per problemi di staticità, si decise di erigere altrove una vera e propria torre. La collocazione della Torre in stile liberty, evidente simbolo laico della cittadina, non fu casuale, ma ricercata. Infatti in virtù del suo utilizzo doveva essere visibile da quanti più punti d’osservazione possibile. Così si scelse d’erigerla a fianco della chiesa francescana di San Giovanni Battista, affidando la progettazione all’architetto conversanese Sante Simone, e i lavori al mastro scalpellino turese Giuseppe Schettini, che la terminò nel A. D. 1892. A questi si aggiunge l'importante opera della premiata fabbrica del Cav. Alfonso Sellaroli da Guardia Sanframondi (BN), artigiano e abile costruttore di “orologi da torre”. Il progetto previde una torre snella, alta 14 metri. Il progetto fu sdoppiato in due fasi nettamente distinte, forse per ragioni economiche: la prima per la costruzione del basamento della torre (7 aprile 1891); la seconda relativa alla sola cella che doveva contenere la macchina dell’orologio (5 gennaio 1892). Infine si provvide a collocarvi il tanto atteso orologio, creato a fine Ottocento dalla premiata fabbrica di orologi Sellaroli, di Guardia Sanframondi (BN), montato su un soppalco di legno posto in cima alla torre. Verso la fine dell’800 i sofisticati ed originali meccanismi ideati dal Cav. Sellaroli, animavano i quadranti e le lancette degli orologi di numerose torri civiche italiane. La particolarità della macchina costruita per la torre di Turi, che la distingue dalle altre, è quella di azionare non uno, ma bensì tre quadranti posti in direzioni diverse. Tutto ciò contribuisce a renderla una tra le più belle torri dell’Orologio, della Terra di Bari. Nel 2009 il vecchio meccanismo è stato adeguato con l’applicazione di un servo motore ad impulsi per il telecomando delle lancette originali dell’Ottocento e per consentire un perfetto sincronismo nella misurazione del tempo, di una centrale di pilotaggio per l’orologio e di battenti elettromagnetici adatti per le campane esistenti, il cui caratteristico rintocco segna le ore e i quarti (gran suoneria all’italiana).

#### Trèppizze e la chiàzze de le fèmmene
U Trepizze è stata una piazza simbolo di Turi. Era un’isola pedonale situata nell’odierna piazza Aldo Moro, avente come dice lo stesso nome una forma triangolare. Storicamente rivestiva una funzione importantissima per lo svolgimento della vita cittadina in quanto, era posta in una posizione strategica per il controllo del traffico cittadino, ma consentiva anche ai cittadini di tener d’occhio la torre dell’Orologio e il tempo da essa scandito. Era la piazza degli uomini in quanto la sera mediatori, proprietari, contadini e braccianti si incontravano per parlare, discutere “premètte” (promettere il lavoro del giorno dopo), e stringere accordi e affari mediante stretta di mano. Nei primi anni 90’ del 900 è stata oggetto di modifiche urbanistiche che l’hanno fatta divenire una penisola, perdendo la caratteristica triangolare, unendola con la villetta del Monumento ai Caduti. Anche le donne e le "andère" la sera, si riunivano nella loro piazza, detta “chiàzze de le fèmmene”, oggi Piazza Antico Ospedale, per confabulare e “premètte” il lavoro del giorno dopo.

### Architetture militari
- Castello-Masseria Caracciolo, costruito nel Medioevo, a scopo di difesa e trasformato, nel sec XVIII, in abitazione signorile. Il suo corpo di fabbrica, squadrato, ha agli angoli, quattro torrette coperte da calotte, tra le quali si notano le caditoie che attestano la primaria funzione difensiva.
- Masserie, sul territorio sono presenti masserie che differenziano l'architettura in base alla destinazione d'uso. Prevalgono i tipici elementi difensivi, quali garitte, feritoie e, primo fra tutti, la corte chiusa da un alto muro di cinta su cui insiste la casa padronale, gli ambienti di servizio e la chiesetta. Vanno citate le masserie del Santissimo ora de Bellis, Orlandi, Gonnelli, le Monache, Sant'Angelo, Difesa, Serrone, Caione e la masseria di Musacco con annesso boschetto, donata dalla famiglia Gonnelli alla "Madonna di Pompei", che, dopo il crollo di alcune coperture, è in abbandono e degrado.
- Carcere di Turi, nacque destinato ad essere il nuovo convento delle Clarisse, che già risiedevano nel convento attiguo la chiesa di Santa Chiara nel borgo antico di Turi. La sua costruzione iniziò nel 1850, per essere ultimato probabilmente nel 1895, con la nuova destinazione di carcere. Nel 1866 con la politica anticlericale del Regno d’Italia, e l’incameramento dei beni di monasteri e conventi nel Regio demanio, le suore non varcarono mai la soglia dell’edificio, che fu trasformato prima in istituto penale per minorati psichici e fisici e, successivamente divenne Casa di reclusione. Architettonicamente parlando, presenta aspetti di notevole pregio per cui è sottoposto a vincolo storico-paesaggistico ai sensi del D.lgs. 22 gennaio 2004, nº42. Ma particolare interesse presenta, la sua storia penitenziaria, avendo ospitato come detenuti personaggi illustri quali Sandro Pertini e Antonio Gramsci, del quale si è conservata la cella con l'allestimento originario, oggetto di frequenti visite da parte di esponenti politici e sindacali nonché studiosi.

## Società

### Evoluzione demografica
Abitanti censiti

### Etnie e minoranze straniere
Al 31 dicembre 2023 la popolazione straniera era di 780 persone, pari al 5,22% dei residenti.

### Lingue e dialetti
Il turese (Terèse /təˈreːsə/) è un dialetto parlato nel comune di Turi appartenente al gruppo dei dialetti della Puglia centrale e come tale è una variante della lingua napoletana. Si differenzia dal dialetto barese, inteso come dialetto parlato nella città di Bari, per l'uso di vocali diverse: la prima coniugazione infatti, che in barese ha come terminazione la vocale "-à", in turese, come nella maggioranza dei dialetti murgiani, la terminazione risulta "-è" (per esempio, il verbo parlà in turese diventa parlè). Di seguito è mostrata una tabella che evidenzia le differenze tra i dialetti dei paesi dell'immediato circondario e il barese, rispetto al turese.
| Turese:       | Ci nè?         | Ce igghiè?                                | Come te l'ègghie à ddisce?                      | Si accatète la frutte?  | Amm'à sscì à la ville?                                | Nan s'affìtte u trène                       | Stè sckitte na frezzole/tièdde |
| Barese:       | Ci è? / Ci iè? | Ce uè?                                    | Come te hi à ddisce?                            | Si accattàte la frutte? | 'Nge n'amm'à sscì à lla ville?                        | Non ze vède u trène                         | Ce sta asselùte na fresole     |
| Conversanese: | Ci è?          | Cè vvu?                                   | Come te u àgghie à ddèsce?                      | Si accattàte la frutte? | Amm'à scè à lla vèlle?                                | Non ze vède u trène                         | 'Nge stè sckètte na padèlle    |
| Gioiese:      | Ci è?          | Ce iè? / Ce iè ca uè? / Ce vvi acchiànne? | -                                               | -                       | -                                                     | -                                           | -                              |
| Putignanese:  | Ce n'ìe?       | Ce vvu? / Ce iìe?                         | Accumme te hè à ddèscere?                       | Ha accattàte a frotte?  | Amme a scèie à la vèlle?                              | Nan se vère u trène                         | Stie sckètte na tièlle         |
| Rutiglianese: | -              | Ce uè acchiànne?                          | -                                               | Ha accattète a frutte?  | Ma scì sotte 'a ville?                                | Nen s'affìtte u tràene                      | Stè sckitte na tièdde          |
| Sammichelino: | Ci è?          | Ce iè? / Ce uè?                           | Accòme te l'hì a ddisce? / Come te hi à ddisce? | -                       | Ne amme a sscì 'nde à ville? / N'amme a sscì 'nville? | Nan se vède u trène / Nan s'affìtte u trène | Stè sckitte na frezzole        |

## Cultura

### Cinema
Sono stati girati a Turi i seguenti film:
- Antonio Gramsci - I giorni del carcere anno 1977 di Lino Del Fra con Riccardo Cucciolla, Lea Massari, Mimsy Farmer e Luigi Pistilli, premio Pardo d'Oro 1977 al Festival del cinema di Locarno.
- Casanova '70 (1965) Marcello Mastroianni, Virna Lisi e Moira Orfei. Regia di Mario Monicelli. Nomination all'Oscar alla migliore sceneggiatura originale 1966
- Il segno di Zorro (1963) Regia di Mario Caiano e Nathan H. Juran
- Io che amo solo te (2015) con Riccardo Scamarcio, Laura Chiatti, Maria Pia Calzone, Michele Placido e Luciana Littizzetto, regia di Marco Ponti.

### Eventi

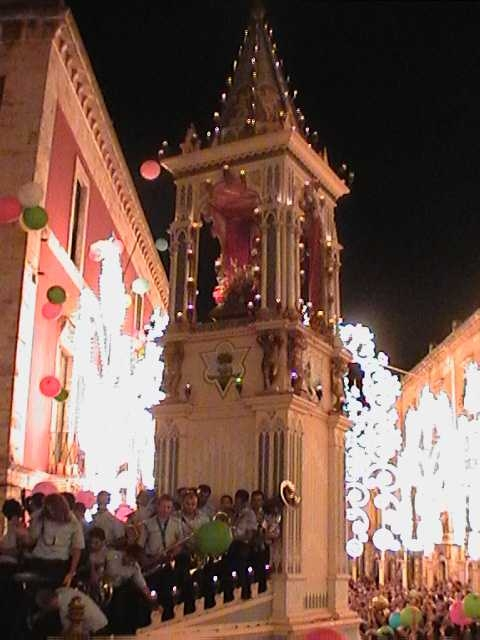
L'arrivo del carro trionfale nella piazza di Turi il 26 agosto per la festa del Santo patrono.
Sul carro la Banda di Turi durante la gara musicale, sulle note della marcia "Mosè in Egitto"

#### Festa di sant'Oronzo
La Festa patronale di Sant'Oronzo si svolge tra il 24 ed il 30 agosto.
La sera del 25 una suggestiva ed imponente processione di fedeli accompagna pregando, con candele votive, il busto del Santo Vescovo, dalla Chiesa Madre alla periferica Chiesa di Sant'Oronzo alla Grotta, attraversando in piena notte senza illuminazione il viale di cipressi del cimitero comunale.

La mattina del 26, alle prime luci dell'alba, molti pellegrini, raggiungono a piedi la grotta, per assistere alla messa votiva. Nella chiesa madre il Vescovo celebra la solenne Messa, e segue la Processione di gala del Santo per le vie del Paese. Alla processione vi partecipano, cavalcate in abiti storici, seguita da sbandieratori, dalle antichissime confraternite cittadine, dall'immagine del Santo e dalle autorità, civili e militari. Il Busto del Santo portato il 25 alla grotta, viene eretto sulla torre lignea tutta decorata da maestri ebanisti locali fratelli Albano. La sera del 26 agosto il Carro Trionfale rientra in paese trainato da sei muli, tra ali di folla festante. In piazza il carro viene accolto da luminarie, lanci di fiori, palloncini, fuochi d'artificio e la musica delle Bande (quella di Turi, sul Carro, quella ospite sulla cassa armonica) che si danno "battaglia" a suon di note. Il 27 agosto avviene la discesa del santo dal Carro Trionfale con il rientro all'interno della chiesa Matrice. La sera del 28 agosto in conclusione dei festeggiamenti in onore di Sant'Oronzo vi è una gara di fuochi pirotecnici, con l'assegnazione della migliore bomba d'apertura ed il miglior fuoco pirotecnico. Infine, per concludere i festeggiamenti la sera del 30 agosto si svolge un concerto di musica leggera.

#### IlPassapassa/upassa passe
La mattina del 25 aprile nei pressi della Chiesa di San Rocco viene celebrata all'aperto la Messa tra ali di folla che seguono il rito. Dopo la benedizione la Confraternita dell'Addolorata sfila innanzi al cippo scolpito raffigurante l'Annunciazione e seguono i fedeli che tengono per mano i bambini con delle fasce di stoffa colorata al braccio segno della durata di legame con il padrino o la madrina, cantando per invocare la protezione della Madonna. Si compiono tre giri di processione intorno all'isolato della chiesetta.
Il rito va compiuto dal padrino e dalla madrina insieme col bambino o la bambina per tre anni consecutivi, e può fare da padrino solamente chi a sua volta è stato "passato".
Il rito ha forti analogie con l'omonima usanza molto più arcaica in voga nel vicino comune di Rutigliano ove presso la chiesa rurale della SS. Annunziata si svolge per l'appunto il "passa passe" quale forma di comparaggio mediante l'uso di nastri variopinti. Più anticamente, sempre a Rutigliano, un rito omonimo, ma più ancestrale e profano, contemplava la cura delle ernie attraverso il "passaggio" (passa passe) dell'infermo fra cespi di lentisco fesso. Anche a Noicattaro la terza domenica di maggio, nella chiesa dell'Annunziata, si svolge tale rito.
La pratica di "comparaggio" da alcuni anni è stata ripristinata presso la chiesa rupestre dell'Annunziata a Rutigliano, attualmente oggetto di restauro in corso. Tale evento si svolge il lunedì di pasquetta.

## Geografia antropica

### Urbanistica
Il paese, nonostante le sue dimensioni, è diviso in alcuni quartieri: "Paffendàlle" che occupa tutto il territorio dietro la Scuola Media Statale Raffaele Resta e la Scuola Elementare Pietro De Donato Giannini e tutta la parrocchia della Chiesa della Santissima Maria Ausiliatrice; "Pecora vecchia" che occupa tutto il territorio vicino al Palazzo Marchionale e il Comune (Paese Vecchio, parte occidentale); "Messina" che occupa tutto il territorio alle spalle della Chiesa Matrice (Paese Vecchio, parte orientale) e "Porta Rossa" (o Sant'Elia) che è situato a sud della città; "Borgo Nuovo" è un quartiere situato nella parte settentrionale del paese, a nord di Via Casamassima. È stato fondato nei primi anni del Novecento e vi troviamo la Torre dell'orologio ed importanti edifici pubblici quali, la scuola elementare e la scuola secondaria di primo grado, gemellata col comune sloveno di Sesana; "Rione Casamassima" che occupa la parte occidentale del paese, a sud di Via Casamassima; Infine "Borgo Caduti" che occupa la piccola zona presso la Villa dei Caduti.

## Economia
L'economia turese è imperniata sull'agricoltura e in particolare sulla cerasicoltura. Turi infatti è leader nella produzione della qualità Ciliegia Ferrovia, una varietà particolarmente apprezzata all'estero per il suo ottimo sapore e per le sue doti di "durezza" che la rendono esportabile anche a lunga distanza. Il secondo fine settimana di giugno si celebra "La Sagra della Ciliegia Ferrovia" una manifestazione volta a promuovere e a valorizzare "L'oro rosso di Turi", con stand, mostre e manifestazioni culturali.
Altre coltivazioni molto diffuse sono quelle del mandorlo, del percoco, dell'olivo e della vite sia per l'uva da tavola sia per la produzione di vino primitivo. Minori, ma comunque consistenti, sono le coltivazioni di albicocco, susino, cotogno e anche kiwi, fico e fico d'India.
L'enogastronomia riflette la vocazione agricola del territorio: le ricette tipiche sono i trònere, braciole condite con pomodori, peperoncino e cipolla, e la faldacchèa, dolce a base di mandorle, insaporito con cannella, limone e marmellata di ciliegie o amarene.

## Infrastrutture e trasporti
Le principali infrastrutture stradali interessanti Turi, sono la Strada statale 172 dei Trulli e la SS 100 Bari-Taranto. La stazione di Turi, posta lungo la ferrovia Mungivacca-Putignano, è servita da treni delle Ferrovie del Sud Est.

## Amministrazione

### Gemellaggi
- Nona[22]
- Roeser[23]
- Dakhla[24]

## Sport
Calcio a 5
- A.S.D. Thuriae, formazione maschile militante in Serie C1[25]

Pallavolo
- Arrè Formaggi Turi, formazione maschile militante in Serie C
- Farmacia Mastrolonardo, formazione femminile militante in Serie C

Corsa
- D.O.F. Amatori Turi

Go Kart
- Kartodromo 90

Ciclismo
- 5&9 M.T.B.
- 50&Pass

Taewondo
- ASD Butterfly